# الكاظمي (لقب)
الكاظمي (بالإنجليزية: kazmi)‏ هو لقب شائع في إيران وسوريا والعراق وأفغانستان وباكستان والهند. قد يطلق على من ينتهي نسبه إلى الإمام موسى الكاظم أي أنهم من نسل النبي محمد. أو من هم ولدوا في منطقة الكاظمية ببغداد أو مجرد تبركا بأسم الإمام الكاظم عليه السلام  

## شخصيات تحمل اللقب
- مصطفى الكاظمي - الرئيس السابق لمجلس الوزراء العراقي.

- أحمد سعيد الكاظمي (1913-1986)، عالم صوفي من ملتان، باكستان
- إقبال الكاظمي، ناشط وصحفي باكستاني في مجال حقوق الإنسان
- ناصر الكاظمي، شاعر أردو باكستاني
- شاه عبد اللطيف الكاظمي (1617-1705)، المعروف باسم باري إمام، شاعر وفيلسوف صوفي

## روابط خارجية
1. ↑  Rajendra Kumar (1997). Rural Sociology (بالإنجليزية). Atlantic Publishers & Dist. ISBN:978-81-7156-671-6. Archived from the original on 2013-12-09.
2. ↑  Pran Nath (1982). Religions and Communities of India (بالإنجليزية). East-West Publications (U.K.). ISBN:978-0-85692-081-3. Archived from the original on 2022-04-30.